# Subiasella gracilis
Subiasella gracilis är en kvalsterart som först beskrevs av Paoli 1908.  Subiasella gracilis ingår i släktet Subiasella och familjen Oppiidae. Inga underarter finns listade i Catalogue of Life.